# Subida a Urkiola
Subida a Urkiola (Beklimming naar Urkiola) was een eendaagse wielerwedstrijd in Durango in Spaans Baskenland die in 2009 voor het laatst gereden is. Tussen 2005 en 2009 maakte de wedstrijd deel uit van de UCI Europe Tour en had toen een 1.1-klassering.

## Lijst van winnaars

### Meervoudige winnaars
| Overwinningen | Renner             | Land             | Jaren                     |
| ------------- | ------------------ | ---------------- | ------------------------- |
| 4             | Leonardo Piepoli   | Italië           | 1995 + 1999 + 2003 + 2004 |
| 3             | Julio Jiménez      | Spanje           | 1962 + 1964 + 1965        |
| 2             | Marino Lejarreta   | Spanje           | 1987 + 1988               |
| 2             | Andy Hampsten      | Verenigde Staten | 1989 + 1990               |
| 2             | José María Jiménez | Spanje           | 1994 + 1996               |

### Overwinningen per land
| Overwinningen | Land                           |
| ------------- | ------------------------------ |
| 20            | Spanje                         |
| 9             | Italië                         |
| 2             | Zwitserland , Verenigde Staten |
| 1             | Colombia                       |

## Meervoudige winnaars
| Overwinningen | Renner             | Land   | Jaren                     |
| ------------- | ------------------ | ------ | ------------------------- |
| 4             | Leonardo Piepoli   | Italië | 1995 + 1999 + 2003 + 2004 |
| 3             | Julio Jiménez      | Spanje | 1962 + 1964 + 1965        |
| 2             | Marino Lejarreta   | Spanje | 1987 + 1988               |
| 2             | José María Jiménez | Spanje | 1994 + 1996               |